# Castillo de Santiago do Cacém

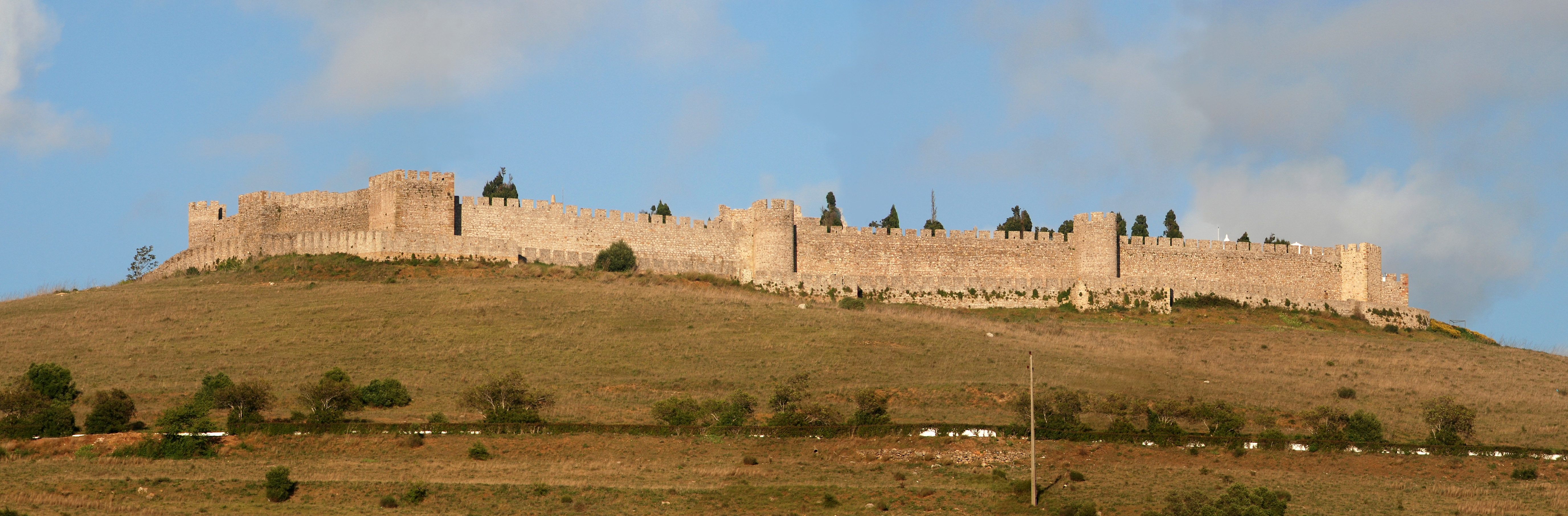
Castillo de Santiago do Cacém, Portugal

El castillo de Santiago do Cacém está situado en Santiago do Cacém, en la región portuguesa de Alentejo, y está clasificado como monumento nacional. 
En posición dominante sobre una colina, cerca de la costa atlántica y el puerto de Sines, controlaba la planicie vecina. 

## Historia

### Antecedentes
El primer asentamiento humano se remonta a las tribus celtas. Durante la romanización de la península ibérica, la población existente por aquel entonces se denominaba Miróbriga, integrando la jurisdicción de Pax Julia, actual Beja.
Ocupado por los Alanos durante las primeras décadas del siglo V, fue abandonado en el siglo VI, mudándose la población a la colina, vecina más próxima al mar. La nueva población fue sucesivamente dominada por los Visigodos y en el comienzo del segundo decenio del siglo VIII, por los musulmanes, cuando pasó a ser denominada como Kassen.

### El castillo medieval
Durante la época de la reconquista cristiana de la península, Santiago do Cacém fue por primera vez tomada en 1158, en el contexto de la conquista de Alcácer do Sal por las fuerzas de Alfonso Enríquez (1112-1185). Del mismo modo, sería recuperada entre 1190 y 1191 por las fuerzas del califa almohade Abu Yaqub Yusuf al-Mansur.
Desde 1186, Sancho I de Portugal había donado a la Orden de Santiago los dominios de Almada, Palmela y Alcácer do Sal. Las dos primeras habían sido reconquistadas anteriormente; la última permaneció en posesión musulmana hasta 1217. En este año, bajo el reinado de Alfonso II (1211-1223), Cacém pasa definitivamente a ser posesión de Portugal cuando sus dominios fueron también donados a los caballeros de la Orden, pasando estos monjes guerreros a ocuparse de la reconstrucción de sus defensas. A partir de este periodo, la población pasa a ser conocida por su actual topónimo: Santiago do Cacém.
Bajo el reinado de Dionisio I de Portugal (1279-1325), el castillo estuvo en posesión de Vataça Lascaris, aliada y amiga de la reina Isabel, en el periodo de 1315 hasta 1336 cuando regresó a los dominios de la Orden de Santiago.
Durante la época de crisis de 1383-1385, fue una de las primeras villas en declararse partidaria del maestre de Avís, una vez que Fernando Alfonso de Albuquerque, Maestre de Santiago, había disponibilizado a su servicio todos los recursos de su Orden.
Bajo el reinado de Manuel I de Portugal se escribió el Foral Novo (1512).
Durante la época de la Dinastía Filipina, Felipe II de España donó el castillo a los duques de Aveiro (1594).

### De la Guerra de la Restauración a nuestros días
La defensa de la villa perdió importancia estratégica tras la Guerra de Restauración portuguesa, en la segunda mitad del siglo XVII. El dominio del castillo volvió al poder de la Corona en 1759. A partir de entonces el antiguo castillo fue progresivamente abandonado y entró en un acentuado proceso de ruina. Sus dependencias fueron utilizadas en el siglo XIX como cementerio de la villa.
En el siglo XX, fue clasificado Monumento Nacional por Decreto publicado el 23 de junio de 1910. Más recientemente, fueron promovidas intervenciones de consolidación y restauración.

## Características
El castillo presenta una planta aproximadamente rectangular, conservando sus muros aún trazos de la fortificación musulmana. Las murallas, almenadas, son reforzadas por diez torres de planta cuadrangular y torres semicirculares defendidas externamente por una barbacana, también reforzada por torres semicirculares. En el conjunto destaca la torre del homenaje.
En la parte sureste de la muralla se encuentra adosada la antigua Iglesia Matriz de Santiago, donde se observan trazos del primitivo estilo románico, del estilo gótico y de posteriores remodelaciones. En su interior destaca un grupo escultórico en relevo, representando a Santiago combatiendo a los Moros. En el pórtico sur destaca la decoración con motivos zoomórficos.
En la ciudadela medieval aún existen vestigios de la primitiva alcazaba.

## Las leyendas del Castillo

### La leyenda de la fundación
Durante los tiempos de la ocupación musulmana, era señor de esta región un moro muy rico que tenía tres hijos: dos chicos y una chica. Muy viejo, sintiendo que se acercaba la muerte, llamó a sus hijos y les comunicó su deseo de repartir los bienes, pidiéndoles que lo hiciesen pacíficamente entre sí. Según la costumbre, el mayor tomó para sí las tierras que deseaba; el segundo procedió del mismo modo, con la parte restante. Quedando todavía una gran extensión de propiedades y riquezas para la joven, el viejo padre le pregunta si quedará satisfecha con la parte que le tocará, a lo que ella responde: - Sí, padre, pero no deseo propiedades. Pienso que es más necesario que tengamos un castillo para nuestra defensa. Para mí deseo sólo el terreno que se pueda cubrir con la piel de un buey. Ante la admiración del padre y los hermanos, le dieron la piel que pedía para que pudiese marcar la parte que reclamaría de la herencia. La joven hizo entonces cortar la piel en finas tiras, y con ellas delimitó el perímetro del área que quería. Al terminar, se sucedieron tres días de fuerte nevada, al final de los cuales se calmó: todos vieron entonces, levantado por arte de magia, el Castillo de Santiago do Cacém. (Suplemento Litoral Alentejano, diciembre de 1998, adaptado.)

### La leyenda de la princesa bizantina
Otra leyenda narra que una princesa, llamada Bataça Lascaris (Vataça Lascaris), huyó del Mediterráneo oriental, al mando de un escuadrón ferozmente armado por ella misma. La princesa desembarcó en Sines y, al frente de sus tropas, marchó hacia el sur atacando así una población islámica gobernada por un señor llamado Kassen. Combatiéndolo, la princesa lo derrotó y lo mató, tomando su castillo en el día de Santiago (25 de julio). Por esta razón, nombró a la villa Santiago de Kassen. (Júlio Gil. Os Mais Belos Castelos de Portugal, adaptado.)